# 파비안 힌리히스

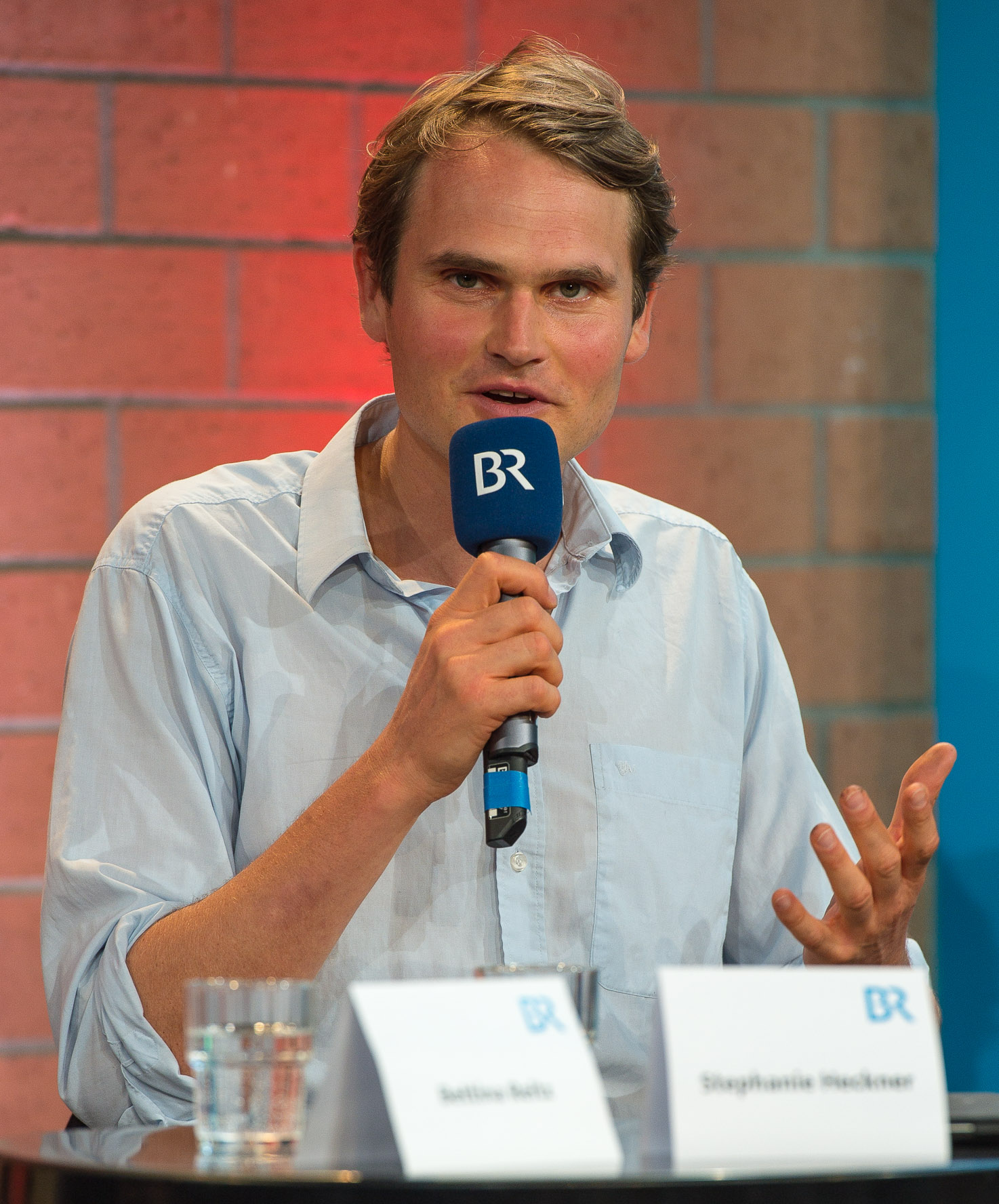

파비안 힌리히스(Fabian Hinrichs, 1974년 1월 1일 ~ )는 독일의 연극 배우, 영화배우, 텔레비전 배우이다.
함부르크에서 태어났다.

## 영화
- 윗 컴플리멘츠 프롬 더 컴퍼니 (2017년)
- 보헤미안 걸 (2014년) - 펠보른 역
- 스테레오 (2014년) - 의사 역
- 플라이 미 투 더 문 (2012년)
- 66/67 (2009년)
- 포스 드아트랙션 (2009년)
- 소피 숄의 마지막 날들 (2005년) - 한스 숄 역
- 미스터 론리 (2003년)